# Sergio Miceli
Sergio Miceli Pessôa de Barros (Rio de Janeiro, 16 de maio de 1945) é um sociólogo, escritor e professor brasileiro, membro da Academia Brasileira de Ciências (ABC).

## Biografia

### Trajetória acadêmica
Nascido na cidade do Rio de Janeiro, graduou-se em Ciências sociais pela Pontifícia Universidade Católica do Rio de Janeiro (PUC-Rio), em 1967.
Mudou-se para cidade de São Paulo, para fazer seu mestrado na Universidade de São Paulo (USP), onde obteve a titulação no ano de 1971, com A Noite da Madrinha - Ensaio sobre a Indústria Cultural no Brasil, sob a orientação de Leôncio Martins Rodrigues.  A dissertação era a primeira a falar de indústria cultural dentro da sociologia da USP e foi um marco para disciplina. Seguindo a tradição de Florestan Fernandes as pautas dos projetos eram até então voltadas para os processos industriais, sindicais e conflitos entre o Brasil agrário e o moderno, segundo a dialética materialista de Karl Marx.
Ainda em 1971, tornou-se professor da Escola de Administração de Empresas de São Paulo da Fundação Getúlio Vargas (EAESP-FGV), onde permaneceu até 1986.
Em 1978, obteve dupla titulação no doutorado, pela USP, orientado  por Leôncio Martins Rodrigues, e pela École des hautes études en sciences sociales, sob a orientação de Pierre Bourdieu, com a tese Intelectuais e Classe Dirigente no Brasil, 1920-1945. A tese de doutorado foi inovadora, pois pela primeira vez um sociólogo via os intelectuais brasileiros segundo seus aspectos objetivos da vida material, condições sociais e trajetórias desses autores, atrelados às obras produzidas.
Miceli apresentou as premissas do filósofo, antropólogo e sociólogo Pierre Bourdieu à USP em um momento em que as teorias de Karl Marx estavam em alta na universidade. Foi o responsável pelo fortalecimento da sociologia da cultura no âmbito paulista e de setores antes pouco privilegiados, como a sociologia da arte.
Defendeu sua tese de livre-docência, A Elite Eclesiástica Brasileira, 1890-1930, na Universidade Estadual de Campinas (Unicamp), em 1986.
Tornou-e professor da USP a partir de 1989, mesmo ano em que se deu a publicação da História das Ciências Sociais no Brasil (vol.1, 1989; vol.2, 1995), obra coletiva que coordenou no Instituto de Estudos Econômicos, Sociais e Políticos de São Paulo (IDESP) e que reuniu pesquisadoras e pesquisadores como Lilia Schwarcz, Mariza Corrêa,  Heloisa Pontes, Maria Arminda do Nascimento Arruda, Fernando Limongi e Maria Hermínia Tavares de Almeida, entre outros.
Foi professor visitante da Escola Nacional de Antropologia e História do México, da Universidade da Flórida (1987-1988), da Universidade de Chicago  (1991 - 1992), da Universidade Stanford (2001-2002) e da École des Hautes Études en Sciences Sociales (2004-2005).
Atualmente é docente nos cursos de pós-graduação da Universidade de São Paulo.
Foi secretário executivo da Associação Nacional dos Programas de Pós-Graduação em Ciências sociais (Anpocs), entre 1983 e 1988. 
Também é comendador da República e membro da Academia Brasileira de Ciências (ABC).

## Vida pessoal
Sergio Miceli é casado com a antropóloga Heloisa André Pontes.

## Publicações
Sergio Miceli é autor ou coautor de mais de 40 livros. Também organizou coletâneas, destacando-se A economia das trocas simbólicas, de Pierre Bourdieu, e escreveu inúmeros artigos. 

### Livros (lista parcial)
- A noite da madrinha. Perspectiva, 1972.[26]
- Poder, sexo e letras na República Velha: estudo clínico dos anatolianos, Perspectiva, 1977.[27]
- Estado e cultura no Brasil, Editora Difel, 1984.[28]
- Política cultural comparada, Fundação Nacional de Artes (FUNARTE), 1985.[29]
- Imagens Negociadas. Retratos da Elite Brasileira (1920-40).  Companhia das Letras, 1996.[30]
- A economia das trocas linguísticas, Editora da Universidade de São Paulo. Companhia das Letras, 1996.[31]
- O que ler na ciência social brasileira, Editora Sumaré, 1999.[32]
- Intelectuais à brasileira, Companhia das Letras, 2001.[33]
- Nacional estrangeiro: história social e cultural do modernismo artístico em São Paulo, Companhia das Letras, 2003.[34][35]
- A elite eclesiástica brasileira: 1890-1930, Companhia das Letras, 2009.[36]
- Vanguardas em retrocesso: ensaios de história social e intelectual do modernismo latino-americano, Companhia das Letras, 2012.[37]
- Cultura e sociedade: Brasil e Argentina, Editora da Universidade de São Paulo, 2014.[38]
- Sonhos da periferia, Editora Todavia, 2018.[39]
- Retratos latino-americanos: a recordação letrada de intelectuais e artistas do século XX, Editora SESC, 2019.[40]
- A Força do Sentido. São Paulo : Perspectiva, 2022.
- Lira mensageira: Drummond e o grupo modernista mineiro. Todavia, 2022.[41]

## Prêmios e títulos
- 2012  – Prêmio Coordenação de Aperfeiçoamento de Pessoal de Nível Superior (CAPES) 2011 de Orientador da Melhor Tese de Doutorado em Sociologia do Brasil (Dmitri Cerboncini Fernandes).[42]
- 2010  – Ganhador da Ordem do Rio Branco.[43]
- 2010  – Eleito membro da Academia Brasileira de Ciências (ABC).[23]
- 2005 – Ordem Nacional do Mérito Científico - Classe Comendador, Presidência da República/Ministério da Ciência e Tecnologia.[44]
- 2004 – Escolhido para a Cátedra Sergio Buarque de Holanda, Maison des Sciences de l'Homme.[45]
- 2001 – Fellow, Center for Advanced Studies in the Behavioral Sciences, Palo Alto, Califórnia.[20]
- 1992 – Professor-Titular de Sociologia, USP.[3]
- 1988 – Prêmio de melhor obra em Ciências Sociais para o livro A elite eclesiástica brasileira, Associação Nacional de Pós-Graduação e Pesquisa em Ciências Sociais (ANPOCS).[17]
- 1981 – Bolsa para o Projeto The Sociology.[46]